# Italochrysa gillavryi
Italochrysa gillavryi är en insektsart som först beskrevs av Luisa Eugenia Navas 1924.  Italochrysa gillavryi ingår i släktet Italochrysa och familjen guldögonsländor. Inga underarter finns listade i Catalogue of Life.